# Amborella
Amborella is een geslacht uit de familie Amborellaceae. Het geslacht telt een soort die voorkomt op Nieuw-Caledonië.

## Soorten
- Amborella trichopoda Baill.